# 積水化学工業
積水化学工業株式会社（せきすいかがくこうぎょう、Sekisui Chemical Company, Limited）は、本社を大阪市北区（登記上の本店）と東京都港区に置く、住宅、管工機材、住宅建材や建材用の化成品、高機能プラスチックなどを中心に製造する大手樹脂加工メーカーである。
1997年4月1日から2012年12月31日にかけて建設したソーラー住宅は累計124413棟となり、「ソーラー住宅の最多建設棟数」として『ギネス世界記録 2014』に掲載された。

## 概要
元々は大財閥日窒コンツェルン（現在のチッソ（事業会社としてはJNC）、旭化成、信越化学工業と出自を同じくする同根企業群）の一部門であったが、戦後の財閥解体に伴い、1947年3月3日に「積水産業」として創業される。1948年に積水化学工業株式会社に社名を変更すると、プラスチックを主力とした化学企業として目覚しい成長を遂げてゆく。
1950年にセロハンテープを開発。1952年には塩化ビニル製パイプの代表的ブランドとして知られる「エスロンパイプ」も開発し、さらに1957年には、同社の商標登録製品として知られる「ポリバケツ」の製造も開始すると、生活必需製品製造会社としての知名度を高めてゆく。
1970年にはユニット工法による住宅「セキスイハイム」を開発。1982年にはユニット工法とツーバイフォー工法を融合させて誕生した「セキスイツーユーホーム」を開発し、現在の同社の収益の根幹を支える事業に成長させた。
積水という社名は、中国最古の兵法書、「孫子」にある「勝者の戦は、積水を千仞の谿に決するがごときは、形なり」に由来している。社章は亀甲に「SSS」のロゴ（スリーエスマーク）である。
住宅、高機能プラスチックス、環境・ライフライン、メディカル事業の4カンパニー制である。各カンパニーにプレジデント職を置いている。
主力商品は戸建て住宅で、売上は日本国内4位（太陽光発電住宅で1位）。他には自動車用中間膜の世界シェア40%、塩化ビニル管2位などとなっている。海外への事業展開も積極的に進めている。
2003年に関連企業だった積水工機製作所の保有株式の大半を、日本における試作品関連最大手のアークに売却した。
近年ではESG経営に力を入れており、2023年には世界で最も持続可能な企業100社「Global100」に6年連続8回目で選出されている。
旧三和銀行（現：三菱UFJ銀行）の主要取引先企業で構成される三和グループの一員であり三水会とその後身社長会である水曜会およびみどり会の構成企業でもある。

## 主な取扱商品
住宅カンパニー
積水化学工業が積水ハウスの筆頭株主であり同社向けの建材に強いパイプを持っているため、また、自社製品（セキスイハイム）を販売するなどで、住宅カンパニーは売り上げの半分を占める。しかし、同部門は2007年の建築基準法改正による官製不況、原油価格高による原材料費の高騰により、住宅及び関連建材の売上、利益ともに悪化している。そのため、利益率の高いリフォームや太陽光発電住宅などに力を入れる動きがある。
高機能プラスチックスカンパニー
各種ディスプレイや電機・通信機器、基板・半導体向け関連材料、合わせガラス用中間膜をはじめとする自動車向け関連材料や航空機向け部材、建築物やインフラ向け耐火・断熱・不燃材料などを手掛ける。導電性微粒子、液晶用シール材、自動車向け合わせガラス用中間膜、自動車内装用架橋発泡ポリオレフィンなど世界シェアが高い商品を複数保有しており、海外への展開も活発で、欧州や米国、インドに工場などを進出している。
環境・ライフラインカンパニー
塩化ビニル製パイプをはじめとする管材や合成まくらぎなどを手がける。海外には欧米向けに輸送インフラ向け資材・管路更生材料など、アジア向けには配管材料などをグローバルに展開している。
メディカル事業
血液凝固・生活関連病・感染症領域を中心とした臨床検査薬や真空採血管、各種分析装置などの開発と製造販売、医薬品原薬(API)中間体、医薬用アミノ酸の受託製造を行う医薬事業、製薬企業の研究開発支援を行う創薬支援事業などをグローバルに展開している。
この他、農業資材、梱包材などの産業資材、バケツやポリ袋、梱包材用テープといった日用品も小規模ながら販売している。ちなみに、「ポリバケツ」は子会社の積水テクノ成型の登録商標である。
かつては、携帯液晶テレビやAMステレオ放送対応の携帯ラジオ受信機を販売していた。

## 沿革
- 1947年 - プラスチックの総合的事業化を目指し、積水産業株式会社として設立
- 1948年 - 積水化学工業株式会社に商号変更
- 1953年 - 大阪証券取引所に上場
- 1954年 - 東京証券取引所に上場
- 1960年
  - 4月 - 「セキスイハウスA型」発売
  - 8月 - ハウス事業部を分社化し、積水ハウス産業株式会社(現：積水ハウス株式会社)を設立
- 1961年 - 中央研究所を水無瀬に開設
- 1971年 - 「セキスイハイム」発売
- 1972年 - 本社を堂島関電ビルに移転
- 1981年 - 東京・大阪両本社制へ、東京虎ノ門に東京本社を設置
- 1982年 - 「ツーユーホーム」発売
- 1997年 - 小松化成株式会社(現：株式会社ヴァンテック)買収、パイプ事業を強化
- 2000年 - ヒノマル株式会社(現：積水ヒノマル株式会社)買収
- 2003年
  - 4月 - 中国地方の住宅販売体制を再編し、セキスイハイム中国株式会社(現：セキスイハイム中四国株式会社)を設立
- 2004年8月 - 東北地方の住宅販売体制を再編し、セキスイハイム東北株式会社を設立
- 2005年7月 - 九州地方の住宅販売体制を再編し、セキスイハイム九州株式会社を設立
- 2006年 - 第一化学薬品株式会社買収
- 2007年 - 成形用ABS系シートの製造・販売会社　ALLEN EXTRUDERS,LLC設立
- 2008年
  - 4月 - メディカル事業と第一化学薬品株式会社を統合、積水メディカル株式会社設立
  - 8月 - 中国・四国地方の住宅販売体制を再編し、セキスイハイム中四国株式会社を設立
- 2010年 - 中国におけるメディカル事業関連子会社2社を統合、積水医療科技（中国）有限公司設立
- 2011年4月 - 機能フィルム製造会社 積水ナノコートテクノロジー株式会社（旧株式会社鈴寅）買収
- 2015年 - ソーラー住宅とプラグインハイブリッド自動車の連系を業界で初めて実現
- 2016年 - リオデジャネイロ五輪に女子陸上競技部（セキスイフェアリーズ）の尾西美咲選手が出場

## 関係会社
関係会社は、2023年（令和5年）3月31日現在で、国内子会社94社、海外子会社71社、関連会社15社により構成される。
- 朝霞積水工業株式会社（朝霞市）
- 茨城セキスイハイム株式会社（水戸市）
- 茨城セキスイファミエス株式会社（水戸市）
- 株式会社ヴァンテック（目黒区）
- エス・ピー・アールレンタル株式会社（千代田区）
- 株式会社NTTデータセキスイシステムズ（大阪市北区）
- 香川セキスイハイム株式会社（高松市）
- 香川セキスイファミエス株式会社（高松市）
- 九州積水工業株式会社（神埼市）
- 九州セキスイ工販株式会社（福岡市南区）
- 九州セキスイハイム工業株式会社（鳥栖市）
- 九州セキスイハイム不動産株式会社（福岡市中央区）
- 九州農材株式会社（飯塚市）
- 有限会社九州農材（鹿屋市）
- 近畿セキスイハイム施工株式会社（奈良市）
- 錦江プラスチック株式会社
- 群馬セキスイハイム株式会社（前橋市）
- 高知セキスイファミエス株式会社（高知市）
- 甲府積水産業株式会社（甲府市）
- 山陰セキスイ商事株式会社（出雲市）
- 三建産業株式会社（上益城郡益城町）
- 三積工業株式会社（鳥栖市）
- ジェイエルホーム株式会社（宇都宮市）
- 四国積水工業株式会社（西条市）
- 四積化工株式会社（西条市）
- 静岡セキスイハイムインテリア株式会社（静岡市駿河区）
- 静岡セキスイハイムエクステリア株式会社（浜松市中央区）
- 静岡セキスイハイム不動産株式会社（浜松市中央区）
- 静岡積水パネルタンク株式会社（磐田市）
- 株式会社住環境研究所（千代田区）
- 上武積水株式会社（伊勢崎市）
- 住化積水フィルム株式会社（台東区）
- 株式会社清流メンテナンス（吹田市）
- 積栄ライフサービス株式会社（浜松市中央区）
- 株式会社セキスイアカウンティングセンター（大阪市北区）
- 積水アクアシステム株式会社（大阪市北区）
- 株式会社積水インテグレーテッドリサーチ（京都市南区）
- 積水エンジニアリング株式会社（京都市南区）
- セキスイオアシス株式会社（名古屋市瑞穂区）
- 積水化学北海道株式会社（岩見沢市）
- 積水化成品工業株式会社（大阪市北区）
- セキスイ管材テクニックス株式会社（栗東市）
- セキスイ・グローバル・トレーディング株式会社（港区）
- 株式会社積水興産（大阪市北区）
- 積水樹脂株式会社（大阪市北区）
- 積水成型出雲株式会社（出雲市）
- 積水成型茨城株式会社（古河市）
- 積水成型工業株式会社（大阪市北区）
- 積水成型千葉株式会社（匝瑳市）
- 積水成型兵庫株式会社（加東市）
- 積水ソフランウイズ株式会社（大阪市北区）
- 積水多賀化工株式会社（犬上郡多賀町）
- 積水テクノ成型株式会社（奈良市）
- セキスイデザインワークス株式会社（新宿区）
- セキスイドキュメントサービス株式会社（大阪市北区）
- 積水ナノコートテクノロジー株式会社（蒲郡市）
- セキスイハイム九州株式会社（福岡市中央区）
- セキスイハイム近畿株式会社（大阪市淀川区）
- セキスイハイムクリエイト株式会社（千代田区）
- セキスイハイム工業株式会社（蓮田市）
- セキスイハイムサプライ株式会社（台東区）
- セキスイハイム山陽株式会社（姫路市）
- セキスイハイム信越株式会社（松本市）
- セキスイハイム中国株式会社（岡山市北区）
- セキスイハイム中部株式会社（名古屋市東区）
- セキスイハイム東海株式会社（浜松市中区）
- セキスイハイム東北株式会社（仙台市青葉区）
- セキスイハイム東四国株式会社（高知市）
- セキスイハイムビジネスサポート株式会社（大阪市淀川区）
- セキスイハイム不動産株式会社（台東区）
- セキスイパーソネル株式会社（新宿区）
- 株式会社セキスイビジネスアソシエイツ（大阪市北区）
- 積水ヒノマル株式会社（熊本市：肥料、農業用品、産業資材、管工機材、食品トレー）
- セキスイファミエス九州株式会社（福岡市中央区）
- セキスイファミエス近畿株式会社（大阪市淀川区）
- セキスイファミエス信越株式会社（松本市）
- セキスイファミエス中四国株式会社（岡山市北区）
- セキスイファミエス中部株式会社（名古屋市東区）
- セキスイファミエス東海株式会社（静岡市駿河区）
- セキスイファミエス東北株式会社（仙台市青葉区）
- 積水フーラー株式会社（港区）
- セキスイ保険サービス株式会社（大阪市北区）
- 積水ホームテクノ株式会社（大阪市淀川区）
- セキスイボード株式会社（甲賀市）
- 積水ポリマテック株式会社（さいたま市桜区）
- 積水マテリアルソリューションズ株式会社（中央区）
- 積水水口化工株式会社（甲賀市）
- 積水武蔵化工株式会社（蓮田市）
- 積水メディカル株式会社（中央区）
- セキスイユニディア株式会社（台東区）
- セキスイルーフテック株式会社（大阪市北区）
- 株式会社セキヨウ（岡山市東区）
- タイハク株式会社 （鹿児島市）
- 千葉積水工業株式会社（市原市）
- 中四国セキスイハイム工業株式会社（岡山市東区）
- 中四国セキスイハイム不動産株式会社（岡山市北区）
- 中部セキスイ商事株式会社（春日井市）
- DSポバール株式会社（中央区）
- 東京セキスイハイム株式会社（台東区）
- 東京セキスイハイム施工株式会社（蓮田市）
- 東京セキスイファミエス株式会社（台東区）
- 東積加工株式会社（太田市）
- 東北セキスイハイム工業株式会社（亘理郡亘理町）
- 東北セキスイハイム不動産株式会社（仙台市青葉区）
- 東和安全産業株式会社（大分市）
- 徳山積水工業株式会社（周南市）
- 栃木セキスイハイム株式会社（宇都宮市）
- 奈積精密加工株式会社（奈良市）
- 奈良積水株式会社（大和郡山市）
- 西日本セキスイ商事株式会社（大阪市北区）
- 日本ノーディッグテクノロジー株式会社（千代田区）
- ノースソリューションテクノロジー株式会社（岩見沢市）
- 株式会社ハーモネート・コミュニティズ（宇都宮市）
- 東日本積水工業株式会社（東京都港区・羽生市）
- 東日本セキスイ商事株式会社（港区）
- 北海道セキスイハイム株式会社（札幌市北区）
- 北海道セキスイハイム工業株式会社（岩見沢市）
- 北海道セキスイファミエス株式会社（札幌市東区）
- 武蔵積栄サービス株式会社（蓮田市）
- やくらいガーデン株式会社（加美郡加美町）
- 山梨積水株式会社（甲府市）
- 有限会社ユーアイ（東諸県郡綾町）
- 四積化工株式会社（西条市）
- 西日本積水工業株式会社（栗東市）
- リビエラ株式会社（静岡市葵区）
- 株式会社リハビリ・リサーチ・ラボラトリー（千代田区）
- セキスイ合人社タウンマネジメント株式会社（港区）

## 関係のある企業
- センコーグループホールディングス（かつては関連企業だった）
- 旭化成（同根企業で、現在のセンコーグループホールディングスの筆頭株主）

### かつての連結対象・持分法適用会社
- 積水ハウス - 同社の元住宅事業部を分社化して設立。その後、トーヨド建設（後の積水ハウス木造）を買収ののち吸収合併。2000年以降に同社の持株比率が議決権ベースで3割を割ったため連結対象から事実上除外される。
- 積水工機製作所 - 同社がプラスチック関連の金型をグループ内で内製化するため全額出資で設立。が、バブル崩壊後に低迷が続くなどして、アークへ保有株式の大半を売却、連結対象外へ。現在は三光合成の子会社で、エスバンス株式会社に商号変更。
- 積水リース - 同社の元リース事業を母体に設立。バブル崩壊等による平成不況や金融不安などが度重なり、リース事業子会社であった同社を日立グループの金融関連子会社・日立キャピタル（現：三菱HCキャピタル）にほとんどの保有株式を売却した。現在は京都フィナンシャルグループの子会社。
- セキスイ電子（現：ラインアイ） - 同社の電子機器部門を1986年に分社化して設立。2000年にグループの電子機器部門からの撤退に伴いMBOにより独立するとともに現社名に変更。
- 積水フィルム - 旧積菱ビニル。2016年に住友化学とのポリオレフィンフィルム事業の統合により、住化積水フィルムホールディングスの傘下に入る。2018年に住化積水フィルムホールディングスへ吸収合併され、住化積水フィルムとなる。

## スポーツ活動

### 女子陸上競技部「セキスイフェアリーズ」
1997年に創部された女子陸上競技部は、リクルートから小出義雄が監督に就任。リクルートから引き連れた鈴木博美、高橋尚子などが所属していた。2000年9月24日、シドニーオリンピック女子マラソンで当時社員だった高橋尚子が金メダルを獲得したことで、一躍名が売れた。
選手・スタッフについては公式HP参照。またCategory:積水化学女子陸上競技部の人物も参照。2021年11月現在の監督は野口英盛、コーチは春田真臣、田中雄也となる。所属選手は、新谷仁美、森智香子、卜部蘭、宇田川侑希、佐藤早也伽、野村蒼、飯島理子、木村梨七、弟子丸小春、長澤日桜里、和田美々里などとなる。
近年までの所属選手には、髙野みなみ、和田優香里、橋本奈津、青木和（2021年現在マネージャー）、尾西美咲（2021年現在チームアドバイザー）などがいた。

### スポンサード
現在では、世界フィギュアスケート選手権のリンクスポンサーとして一躍有名になった。また、全日本選手権競漕大会の特別協賛としても知られている（大久保尚武現相談役はオリンピックボート競技日本代表歴があり、日本ローイング協会会長も兼任している）。

### かつて存在したスポーツ部門
かつては硬式野球部を持ち、京都市（当時は京都市だけで代表を選出していた）代表として都市対抗野球大会に出場、昭和38年の第34回大会では初優勝。チームはそのまま日本代表としてこの年に韓国・ソウルで開催されたアジア野球選手権に出場したが、決勝で韓国に敗れ準優勝。現在は廃部。
また、女子バスケットボール部「積水化学リベルテ」もあり、日本リーグにも在籍していたが、1999年に廃部となった。

## スポンサード活動

### テレビ番組
テレビ番組の冠スポンサーとして下記番組などのテレビ番組のスポンサーを務めていた。現在は主力商品のセキスイハイムを中心に提供。2010年以降からはSEKISUIと週替わりで提供クレジットを流す事がある。また、2018年現在、「セキスイハイム」のCMと同様に阿部寛を企業CMに起用している。
現在
- 2018年10月以降、レギュラー番組での提供は無い。

過去
一社提供
- 『トークロータリー おとなの学校』（毎日放送制作・NET系列全国ネット）
- 『道浪漫』（毎日放送制作・TBS系列全国ネット）
- 『辻井伸行 感動バックヤード』（BS朝日、2017年7月6日 - 2018年9月24日）※『道浪漫』終了以来、約13年3ヶ月ぶりの一社提供番組である。なお、案内役の辻井伸行はかつて同社のCMに出演していた。

前半のみ一社提供
ytv制作月曜22時枠→木曜21時枠番組
- 『ワンダーゾーン』→『関口宏のびっくりトーク ハトがでますよ!』（よみうりテレビ制作・日本テレビ系列全国ネット）
- 『輝け!噂のテンベストSHOW』（よみうりテレビ制作・日本テレビ系列全国ネット。番組自体は1996年9月までだが、前半一社提供は同年3月まで。以降は同社を含む複数社提供となり、前半・後半パート枠を1枠に統一。）

複数社提供
2分提供
- 千利休 〜春を待つ雪間草のごとく〜（毎日放送制作・TBS系列全国ネット）

1分提供
- 木曜ゴールデンドラマ（よみうりテレビ制作・日本テレビ系列全国ネット）
- 朝日放送制作金曜9時枠の連続ドラマ（朝日放送制作・テレビ朝日系列全国ネット）※ザ・ハングマン、赤かぶ検事奮戦記、迷宮課刑事おみやさんほか。
- ザ・ワイド（よみうりテレビ・日本テレビ共同制作全国ネット）
- 全日本大学女子駅伝（朝日放送制作・テレビ朝日系列全国ネット、1987年）
- 大阪国際女子マラソン（関西テレビ制作・フジテレビ系列全国ネット、2000年）
- 名古屋国際女子マラソン（東海テレビ制作・フジテレビ系列全国ネット、2000年）
- FNS27時間テレビ（フジテレビ制作・同系全国ネット、2010年 - 2016年）※土曜のゴールデン・プライムタイム、但し2010年のみ更に日曜の朝に30秒提供
- 『おはようワイド・土曜の朝に』（朝日放送制作・テレビ朝日系列全国ネット）
- 『土曜だエブリバディ!』（朝日放送制作・テレビ朝日系列全国ネット）

30秒提供
- 『報道特集』（TBS制作・TBS系全国ネット、2014年10月 - 2017年9月）※『道浪漫』終了以来、約10年半ぶりの当社名での複数社提供として参加。
- 『ズームイン!!サタデー』（日本テレビ制作・日本テレビ系全国ネット、2017年10月 - 2018年9月）※報道特集より移動。6時台後半ナショナルセールス枠。
- 『シャボン玉プレゼント』（朝日放送制作・テレビ朝日系列全国ネット、1985年10月から）
- 『ザ!鉄腕!DASH!!』（日本テレビ制作・日本テレビ系全国ネット）（2006年10月‐2020年3月29日）後任は当社分が同根であり同業のHEBEL HAUS。

#### 提供読みのキャッチフレーズ
- 新技術で21世紀を面白く・積水化学
- 一緒に暮らそ、セキスイと。・積水化学
- 先端を日常へ―サプライズ 積水化学
- 世界にまた新しい世界を。A new frontier, a new lifestyle・積水化学（現在・2017年7月より一社提供番組が復活したため当該番組ではオープニングのみではあるが提供読みがされている。キャッチフレーズを記した提供クレジットに関してはオープニング・エンディングで確認できる。）

### キャンペーンCM
- VFX採用の実写映画「ALWAYS 続・三丁目の夕日」のキャンペーンCMスポンサーの一社としても知られる。

## 不祥事・諸問題
税務問題
同社が2012年3月期から2015年3月期までの3年間に亘り、飲食代の会計処理などを巡り約5,000万円の所得隠しを大阪国税局の税務調査で指摘されていたことが、2016年7月に判明した。
情報漏洩
2020年10月、同社元社員が研究職に在職中、スマートフォンの液晶技術情報を中国企業に漏洩したとして、大阪府警察は不正競争防止法違反容疑で書類送検した。